# Sulcicnephia znoijkoi
Sulcicnephia znoijkoi är en tvåvingeart som först beskrevs av Rubtsov 1940.  Sulcicnephia znoijkoi ingår i släktet Sulcicnephia och familjen knott. Inga underarter finns listade i Catalogue of Life.